# مهر و موم حرارتی

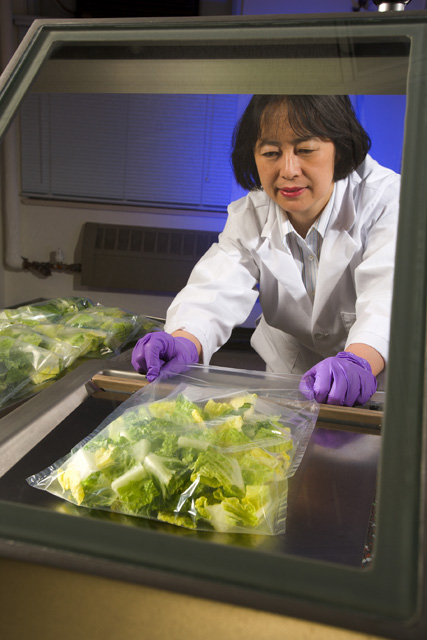
بسته بندی حرارتی برای تهیه کیسه پلاستیکی کاهو که برای آزمایش ماندگاری استفاده می شود.

سیلر حرارتی دستگاهی است که برای آب بندی و بسته بندی محصولات پلاستیکی روزمره و سایر مواد ترموپلاستیک با استفاده از حرارت استفاده می‌شود. این فرایند می‌تواند با تک لایه‌های یکنواخت ترموپلاست (گرمانرم) یا با موادی با چندین لایه، شامل حداقل یک لایه‌ی ترموپلاستیک انجام شود. پرس حرارتی می‌تواند دو ماده مشابه را به هم جوش دهد یا می‌تواند مواد غیرمشابه را که حداقل یکی از آنها دارای لایه ترموپلاستیک است وصل کند.

## فرآیند
آب بندی حرارتی به فرآیندی گفته می‌شود که موجب پرس کردن و اتصال یک ترموپلاستیک به ترموپلاست مشابه دیگر با استفاده از گرما و فشار می‌شود.  یکی از فرآیندهای معمول آب بندی حرارتی، روش تماس مستقیم است، که از یک قالب یا نوار که دائماً گرم می‌شود استفاده می‌کند تا با اعمال گرما به ناحیه یا مسیر تماس خاصی از مواد هدف، موجب  جوش دادن ترموپلاستیک ها به یکدیگر  و مهر شدن آن‌ها شود. آب بندی حرارتی برای بسیاری از کاربردها، از جمله بسته‌بندی مواد غذایی، چسب‌های فعال حرارتی، پورت‌های پلاستیکی یا آب بندی فویل استفاده می شود.

## کاربردها
به عنوانی بخش مهمی از کاربردهای اتصالات مهر و موم حرارتی، باید به کاربرد آن‌ها برای اتصال LCD به PCB در بسیاری از لوازم الکترونیکی مصرفی و همچنین در دستگاه های پزشکی و مخابراتی اشاره کرد.
آب بندی حرارتی محصولات با مواد چسبنده‌ی حرارتی برای نگه داشتن صفحه نمایش شفاف بر روی محصولات الکترونیکی مصرفی کاربرد متداول دیگری است. برای سایر مجموعه های ترموپلاستیک مهر و موم شده یا دستگاه هایی که به دلیل الزامات طراحی قطعه یا سایر ملاحظات مونتاژ آن، گزینه‌ای دیگر همچون جوشکاری اولتراسونیک قابل استفاده نیست، پرس حرارتی استفاده می‌شود.
مهر و موم حرارتی همچنین در ساخت فیلم آزمایش خون و واسطه‌های فیلتر برای خون و ویروس و بسیاری دیگر از دستگاه‌های نوار تست که امروزه در زمینه پزشکی استفاده می‌شود، کاربرد دارد. فویل‌ها و فیلم‌های لمینت اغلب بالای ظروف و نگه‌دارنده‌های غذایی یا پزشکی به صورت حرارتی پرس می‌شوند. از میان این ظروف می‌توان به سینی‌های پزشکی ترموپلاست، سینی‌های جمع‌آوری نمونه، ظروف یکبار مصرف مورد استفاده برای محصولات غذایی، بطری‌ها و نگه‌دارنده‌هایی برای مهر و موم کردن و/یا جلوگیری از پخش آلودگی و مسمومیت در دستگاه‌های آزمایش پزشکی، و موارد مشابه اشاره کرد.
کیسه های پلاستیکی و سایر بسته بندی ها اغلب توسط پرس‌های حرارتی شکل گرفته و مهر و موم می‌شوند. کیسه‌های پزشکی و نگه‌دارنده‌های مایعات مورد استفاده در صنایع پزشکی، مهندسی زیستی و صنایع غذایی، همگی در بخشی از فرآیند تولید از مرحله‌ی پرس حرارتی می‌گذرند. کیسه های مایع از مواد مختلفی مانند فویل‌ها، ترموپلاستیک‌ها و لمینت‌ها ساخته می‌شوند.

## انواع پرس حرارتی
- سیلرهای نوار داغ دارای ابزار گرمایی هستند که در دمای ثابت نگه داشته می‌شود؛ این نوع همچنین تحت عنوان آب بندی حرارتی تماس مستقیم نیز شناخته می‌شود). آنها از یک یا چند میله، نوار فلزی یا سرامیکی گرم، آهن یا قالب استفاده می‌کنند که با مواد هدف تماس می‌گیرند تا سطح مشترک را گرم کنند و یک پیوند ایجاد کنند. میله‌ها، آهن‌ها و قالب‌ها پیکربندی‌های مختلفی دارند و می‌توان آن‌ها را با یک لایه روان‌کاری پوشانید یا از مواد مختلف با قابلیت روان‌سازی (به عنوان مثال فیلم‌های تفلون) برای جلوگیری از چسبیدن ابزار داغ به جسم هدف استفاده کرد.دستگاه سیلر (مهر و موم) حرارتی پیوسته

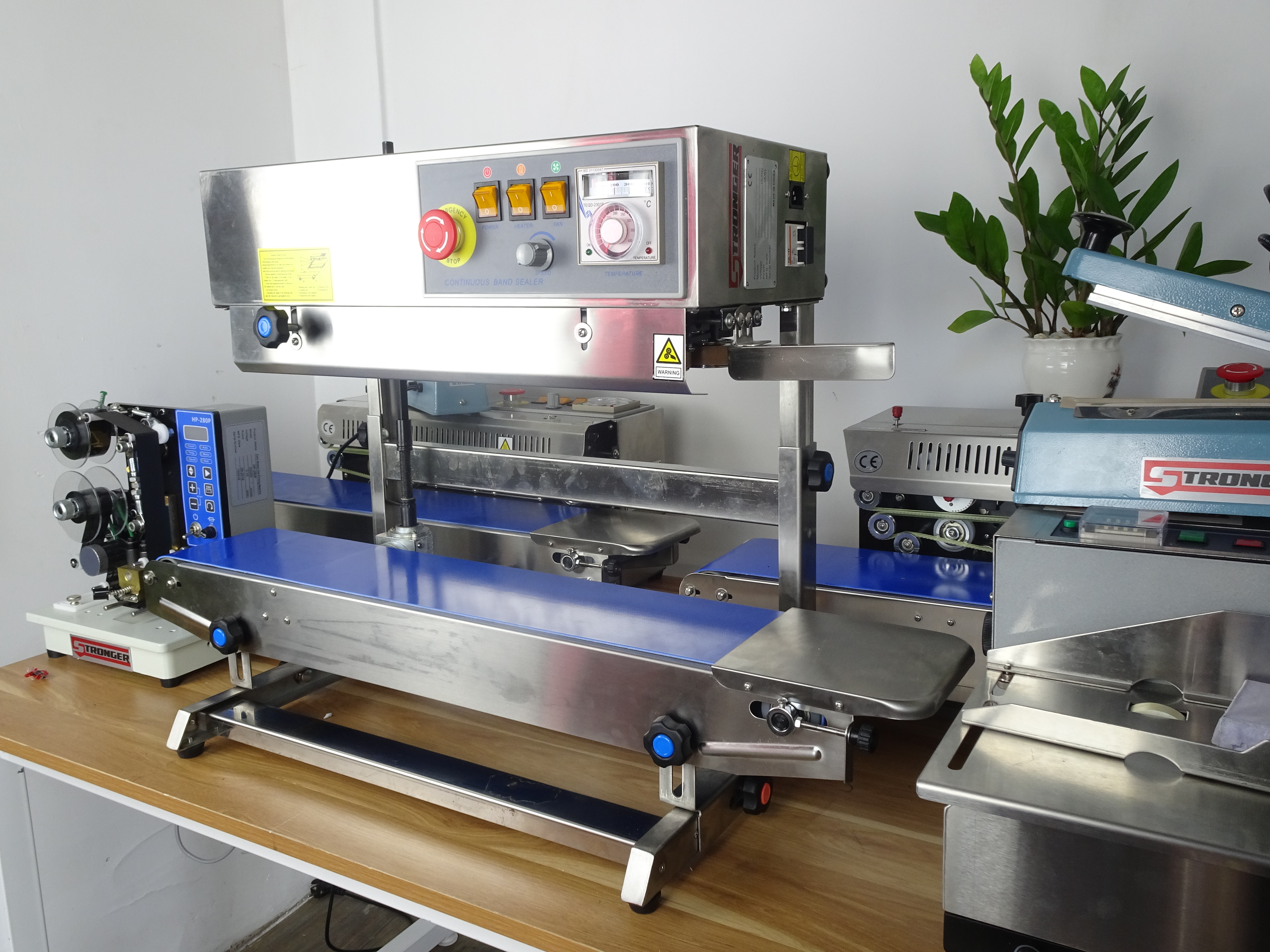
دستگاه سیلر (مهر و موم) حرارتی پیوسته

- سیلرهای حرارتی پیوسته (همچنین به عنوان سیلرهای حرارتی تسمه‌ای شناخته می‌شوند) از تسمه های متحرک روی عناصر گرمایشی استفاده می‌کنند.
- پرس‌های حرارتی ضربه‌ای دارای یک یا دو عنصر گرمایشی  نیکرومی هستند که بین یک لاستیک مصنوعی ارتجاعی و سطح رهاسازی فیلم یا پارچه قرار گرفته‌اند. عناصر گرمایش به طور مداوم گرم نمی‌شوند، بلکه گرما تنها زمانی تولید می‌شود که جریان الکتریکی وجود داشته باشد. هنگامی که مواد هدف در سیلر حرارتی قرار می‌گیرند، با فشار در جای خود ثابت می‌شوند. جریان الکتریکی عنصر گرمایش را برای مدت زمان مشخصی گرم می‌کند تا دمای مورد نیاز ایجاد شود. فک‌ها مواد را پس از قطع گرما در محل خود نگه می‌دارند؛ گاهی اوقات در این مرحله با خنک‌کننده‌هایی همچون آب، موضع عملیات دیده خنک‌کاری می‌شود.

- چسبنده‌های حرارتی را می‌توان به صورت نواری یا مهره‌ای در محل اتصال اعمال کرد. همچنین می‌توان آن را روی یکی از سطوح در مرحله ساخت قبلی اعمال کرد و برای اتصال مجدد فعال کرد.
- آب بندی سیم داغ شامل یک سیم گرم شده است که هم سطوح را برش می‌دهد و هم آنها را با یک لبه مذاب به هم می پیوندد. این معمولاً در مواقعی که ویژگی‌های مرز اتصال حیاتی هستند استفاده نمی‌شود.
- آب بندی القایی یک نوع پیشرفته‌تر آب بندی بدون تماس است که برای آب بندی‌های داخلی در درب بطری‌ها استفاده می‌شود. این روش بسیار نزدیک جوش‌کاری القایی نیز هست.
- در جوشکاری اولتراسونیک از ارتعاشات صوتی اولتراسونیک با فرکانس بالا استفاده می‌شود تا قطعات کار تحت فشار در کنار هم نگه داشته شوند و یک جوش میان آنها ایجاد شود.
- نوعی مهر کننده حرارتی نیز برای کنار هم قرار دادن پانل های جانبی پلاستیکی برای سازه‌های کشاورزی سبک وزن مانند گلخانه‌های پلاستیکی و سوله‌ها استفاده می‌شود. این نسخه توسط چهار چرخ در امتداد کف هدایت می شود.

## کیفیت آب‌بندی
مهر و موم خوب نتیجه‌ی زمان ، دما و فشار اعمال شده‌ی متناسب و صحیح بر روی مواد پیش-تمیز شده نرماگرم است.    چندین روش تست استاندارد برای اندازه گیری استحکام مهر و موم های حرارتی موجود است. علاوه بر این، آزمایش پکیج برای تعیین توانایی بسته‌های تکمیل شده در تحمل فشارمشخص یا خلاء استفاده می‌شود. چندین روش برای تعیین توانایی بسته‌بندی مهر و موم شده در حفظ یکپارچگی، ویژگی های مرزی و استریل بودن آن موجود است.
فرآیندهای آب بندی حرارتی را می توان با انواع سیستم های مدیریت کیفیت مانند HACCP ، کنترل فرآیند آماری ، ISO 9000 و غیره کنترل کرد. برای اطمینان از اینکه مشخصات مد نظر در محصول رعایت شده است و مواد یا بسته‌بندی‌های حاصل از پرس حرارتی برای استفاده نهایی مناسب هستند، از پروتکل های تأیید و اعتبارسنجی استفاده می‌شود. 

## تست استحکام آب‌بندی
کارایی مهر و موم‌های حرارتی اغلب در مشخصات، قراردادها و سیاست‌های تعیین شده به تفصیل آمده است. سیستم‌های مدیریت کیفی گاهی اوقات ارزیابی‌های ذهنی دوره‌ای را درخواست می‌کنند؛ برای مثال، برخی مهر و موم‌ها را می‌توان با یک کشش ساده برای تعیین وجود پیوند کافی و مطالعه‌ی مکانیسمِ شکست ارزیابی کرد. برای برخی از فیلم‌های پلاستیکی، مشاهده را می‌توان با استفاده از نور پلاریزه که انکسار مضاعف مهر و موم حرارتی را برجسته می‌کند، افزایش داد. برخی از مهر و موم‌ها برای محصولات حساس به پروتکل‌های تأیید و اعتبارسنجی کامل نیاز دارند که از آزمایش‌های کمی استفاده می‌کنند. روش‌های تست ممکن است شامل موارد زیر باشد:

### استحکام آب‌بندی بر اساس ASTM F88 و F2824
آزمون مقاومت مهر و موم، که تحت عنوان آزمایش پوسته نیز شناخته می شود، استحکام آب‌بندی‌ها را در مواد انعطاف پذیر ایجاد شده در ناحیه‌ی مرز پیوستگی اندازه گیری می‌کند. سپس می‌توان از نتایج این اندازه‌گیری برای تعیین ثبات در آب‌بندی و همچنین ارزیابی نیروی مورد نیاز برای باز شدن سیستم بسته استفاده کرد. استحکام مهر و موم یک معیار و ملاک کمی مناسب برای استفاده در اعتبار سنجی و کنترل فرآیند است. استحکام مهر و موم نه تنها به نیروی باز شدن و یکپارچگی بسته بندی مربوط می شود، بلکه به اندازه گیری توانایی فرآیندهای بسته بندی برای تولید مهر و موم‌های ثابت مربوط می‌شود.

### شکافتن و خزش در ASTM F1140 و F2054
تست ترکیدگی برای تعیین استحکام و دقت بسته‌ها استفاده می‌شود. تست ترکیدگی با تحت فشار قرار دادن بسته تا نقطه‌ی ترکیدن آن انجام می‌شود. نتایج آزمایش ترکیدگی شامل داده‌های فشار ترکیدگی و شرح محل شکست آب‌بند است. این روش تست، تست انفجار را همانطور که در ASTM F1140 تعریف شده است، پوشش می‌دهد. در سوی مقابل، تست خزش توانایی بسته‌ها را در نگه داشتن فشار برای مدت طولانی تعیین می‌کند. آزمایش خزش با تنظیم فشار در حدود 80 درصد از حداقل فشار ترکیدگی آزمایش قبلی انجام می‌شود. در این آزمایش، زمان خرابی یا بازشدگی و تغییر شکل محل آب‌بندی سنجیده می‌شود. به عنوان معادل مکانیکی دو آزمون معرفی شده، باید آزمون ترکیدگی را به عنوان تست استاتیکی و آزمون خزش را به عنوان تست خستگی نمونه، مدل کرد.

### رنگ و خلأ بر اساس ASTM D3078
برای تعیین یکپارچگی بسته‌بندی و غربال نمونه‌های سوراخ، بسته را در یک ظرف شفاف پر از مخلوط آب و رنگ، غوطه‌ور می‌سازند. خلأ در داخل ظرف نگه‌دارنده ایجاد می‌شود و برای مدت زمان مشخصی نگهداشته می‌شود. هنگامی که خلأ آزاد می‌شود، بسته‌های سوراخ شده رنگ را به داخل می‌کشند که نشان دهنده‌ی مهر و موم ناقص است.

## همچنین ببینید
- مهر و موم هرمتیک
- کیسه پلاستیکی
- جوش پلاستیک
- پوشش شرینک
- تست کشش

## مراجع عمومی
- سلکه، اس،. "بسته بندی پلاستیک"، 2004،شابک ‎۱−۵۶۹۹۰−۳۷۲−۷
- Soroka، W، "مبانی فناوری بسته بندی"، IoPP، 2002،شابک ‎۱−۹۳۰۲۶۸−۲۵−۴
- Yam، KL، "دانشنامه فناوری بسته بندی"، جان وایلی و پسران، 2009،شابک ‎۹۷۸−۰−۴۷۰−۰۸۷۰۴−۶
- کرافورد، لنس، "آب بندی بندر: یک راه حل موثر آب بندی حرارتی".
- مجله تزئینات پلاستیک. نسخه ژانویه / فوریه 2013.ISSN 1536-9870ISSN 1536-9870 . (Topeka, KS: Peterson Publications, Inc.). بخش: مجمع: صفحات 36-39، مقاله کرافورد را پوشش می دهد.
- ASTM D3078 - روش تست استاندارد برای تعیین نشتی در بسته بندی انعطاف پذیر با انتشار حباب
- ASTM F88 - روش تست برای مقاومت مهر و موم مواد مانع انعطاف پذیر
- ASTM F1140 - روش‌های تست استاندارد برای مقاومت در برابر شکست فشار داخلی بسته‌های مهار نشده
- ASTM F2029 - تمرین استاندارد برای ساخت مهر و موم های حرارتی برای تعیین میزان آب بندی حرارتی شبکه های انعطاف پذیر اندازه گیری شده توسط مقاومت مهر و موم
- ASTM F2054 - روش تست استاندارد برای تست ترکیدگی مهر و موم بسته های انعطاف پذیر با استفاده از فشار هوای داخلی در صفحات مهار کننده
- ASTM F2824 – روش تست استاندارد برای تست استحکام مهر و موم مکانیکی برای فنجان‌های گرد و ظروف کاسه‌ای با درب‌های قابل جدا شدن قابل انعطاف

## لینک‌های خارجی
- پرونده‌های رسانه‌ای مربوط به Heat sealer در ویکی‌انبار
- Teardown and Schematic of an Impulse Sealer